# (354) Eleonora
(354) Eleonora ist ein Asteroid des mittleren Hauptgürtels, der am 17. Januar 1893 vom französischen Astronomen Auguste Charlois am Observatoire de Nice bei einer Helligkeit von 12 mag entdeckt wurde.
Ein Bezug dieses Namens zu einer Person oder einem Ereignis ist nicht bekannt.

## Wissenschaftliche Auswertung
Aus Daten radiometrischer Beobachtungen im Infraroten vom Juni 1974 am Mauna-Kea-Observatorium auf Hawaiʻi und aus dem gleichen Jahr am Cerro Tololo Inter-American Observatory in Chile wurden für (354) Eleonora erstmals Werte für den Durchmesser und die Albedo von 153 und 224 km bzw. 0,15 und 0,07 bestimmt. Aus Ergebnissen der IRAS Minor Planet Survey (IMPS) wurden 1992 Angaben zu Durchmesser und Albedo für zahlreiche Asteroiden abgeleitet, darunter auch (354) Eleonora, für die damals Werte von 155,2 km bzw. 0,19 erhalten wurden. Radarastronomische Untersuchungen am Arecibo-Observatorium vom 26. bis 29. März 2001 bei 2,38 GHz ergaben einen effektiven Durchmesser von 165 ± 18 km. Mit einer hochaufgelösten Aufnahme mit dem Adaptive Optics (AO)-System am Teleskop II des Keck-Observatoriums auf Hawaiʻi im Infraroten vom 2. August 2007 konnte ein äquivalenter Durchmesser von 149 ± 16 km abgeleitet werden. Eine Auswertung von Beobachtungen durch das Projekt NEOWISE im nahen Infrarot führte 2011 zu vorläufigen Werten für den Durchmesser und die Albedo im sichtbaren Bereich von 165,0 km bzw. 0,17. Nach neuen Messungen mit NEOWISE wurden die Werte 2014 auf 149,0 km bzw. 0,20 korrigiert. Eine Untersuchung von 2020 bestimmte aus zwei Sternbedeckungen durch (354) Eleonora einen Durchmesser von 166,0 ± 5,0 km.
Eine spektroskopische Untersuchung von 820 Asteroiden zwischen November 1996 und September 2001 am La-Silla-Observatorium in Chile ergab für (354) Eleonora eine taxonomische Klassifizierung als A- bzw. S-Typ. Spektroskopische Untersuchungen des Asteroiden führten oft zu voneinander abweichenden Resultaten. Zum besseren Verständnis erfolgten am 1. und 2. Juni 2011 neue Untersuchungen mit dem SPEX-Instrument an der Infrared Telescope Facility (IRTF) am Mauna-Kea-Observatorium. Es konnte ausgeschlossen werden, dass die zuvor registrierten Unterschiede zwischen Spektren im sichtbaren und infraroten Bereich auf heterogene Oberflächenmerkmale des Asteroiden zurückzuführen sind. Eine Erklärung dafür steht noch aus, aber die gemessenen Daten entsprechen am ehesten einer Oberflächenzusammensetzung aus feinkörnigem, innig vermischtem Olivin und nickelarmem NiFe-Metall. Außerdem scheint es einen geringen Anteil magmatischen Pyroxens zu geben.
Photometrische Messungen des Asteroiden fanden erstmals statt vom 2. bis 6. Januar 1954 am McDonald-Observatorium in Texas. Aus der während drei Nächten aufgezeichneten Lichtkurve konnte für den Asteroiden eine Rotationsperiode von 4,27 h abgeleitet werden. Beobachtungen in China 1962 bestätigten dieses Ergebnis. Weitere Messungen erfolgten vom 5. Juli bis 27. September 1965 während sieben Nächten an der Southern Station der Sternwarte Leiden in Südafrika. Hier wurde eine Rotationsperiode von 4,2772 h bestimmt. Auch Beobachtungen vom 9. Juni bis 11. September 1979 am Institut für Astrophysik der Akademie der Wissenschaften der Tadschikischen SSR bestätigten die bekannte Periode. Aus den registrierten Lichtkurven wurde auf eine prograde Rotation des Asteroiden geschlossen.
Eine Forschergruppe an der University of Arizona und am Planetary Science Institute in Tucson führte in den 1980er Jahren ein Programm zur „Photometrischen Geodäsie“ einer Anzahl von schnell rotierenden Asteroiden des Hauptgürtels durch, darunter auch (354) Eleonora. Bei Beobachtungen am Kitt-Peak-Nationalobservatorium in Arizona bei mehreren Gelegenheiten zwischen Dezember 1981 und Januar 1986 konnten zahlreiche Lichtkurven erfasst werden. Aus diesen wurden 1988 zwei alternative Positionen für die Rotationsachse, eine mit prograder Rotation und eine nahezu in der Ebene der Ekliptik gelegen, sowie eine Periode von 4,2772 h berechnet. Außerdem wurden die Achsenverhältnisse eines dreiachsig-ellipsoidischen Gestaltmodells ermittelt. Neue Beobachtungen im Februar und Juni 1987 und im November 1989 lieferten drei zusätzliche Lichtkurven, so dass in einer finalen Auswertung von 1991 in Verbindung mit Daten einer Beobachtung vom 28. Oktober 1989 in Argentinien (siehe unten) erneut eine Position der Rotationsachse nahe zur Ekliptik bestimmt und die Werte für die Achsenverhältnisse noch verbessert werden konnten. Für die Rotationsperiode wurde wieder ein Wert von 4,2772 h abgeleitet.
In den 1980er und 1990er Jahren gab es darüber hinaus weitere Untersuchungen, die aus den archivierten Beobachtungsdaten und Lichtkurven Berechnungen mit unterschiedlichen Methoden zur Bestimmung meist von zwei alternativen Lösungen für die Position der Rotationsachse, des Drehsinns (immer prograd), der Rotationsperiode und der Achsenverhältnisse von Gestaltmodellen durchführten. Dabei gab es immer wieder auch neue photometrische Beobachtungen, die weitere Lichtkurven lieferten, wie am 31. Januar und 25. Februar 1982 sowie am 3. Mai und 4. Juni 1983 am Aarne-Karjalainen-Observatorium in Finnland, vom 7. bis 9. Juni 1983 am Osservatorio Astronomico di Collurania-Teramo in Italien (abgeleitete Rotationsperiode 4,28 h, außerdem wurden zwei alternative Rotationsachsen und die Achsenverhältnisse eines zweiachsigen Ellipsoids berechnet) oder am 28. Oktober 1989 an der Außenstelle El Leoncito des Felix-Aguilar-Observatoriums in Argentinien.
Aus 16 im Uppsala Asteroid Photometric Catalogue (UAPC) archivierten Lichtkurven der Beobachtungsjahre 1954 bis 1987 wurde dann in einer Untersuchung von 2002 erstmals ein dreidimensionales, sehr regelmäßiges Gestaltmodell berechnet. Es wurde dazu eine Rotationsachse mit prograder Rotation und eine Periode von 4,27718 h gefunden. Neue photometrische Beobachtungen erfolgten wieder vom 1. bis 19. Oktober 2003 während fünf Nächten mit dem ferngesteuerten Rigel-Teleskop der University of Iowa am Winer Observatory in Arizona. Aus der aufgezeichneten Lichtkurve konnte eine Rotationsperiode von 4,277 h bestimmt werden.
Eine Auswertung von archivierten Lichtkurven des United States Naval Observatory in Arizona, der Catalina Sky Survey, des Roque-de-los-Muchachos-Observatoriums auf La Palma und des Astrometrie-Satelliten Hipparcos ermöglichte 2011 für ein dreidimensionales Gestaltmodell des Asteroiden die Bestimmung einer Position der Rotationsachse mit prograder Rotation und einer Periode von 4,277186 h. Auch die Auswertung von 64 vorliegenden Lichtkurven und weiteren Daten der Lowell Photometric Database führte in einer Untersuchung von 2016 zur Erstellung eines dreidimensionalen Gestaltmodells mit einer Rotationsachse mit prograder Rotation und einer Periode von 4,277184 h.

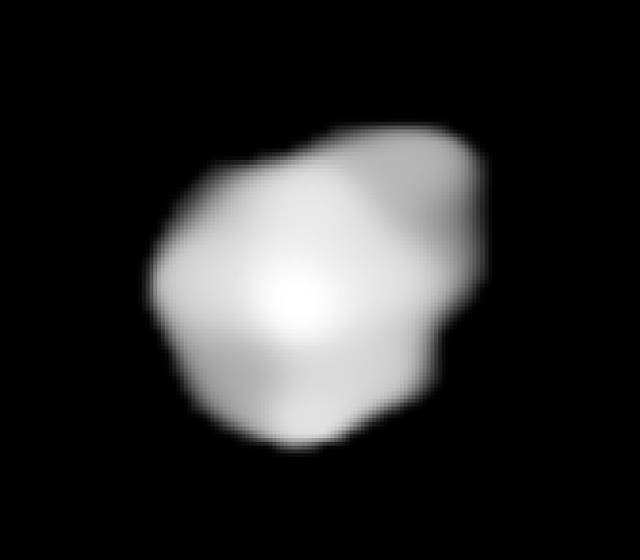
Aufnahme von (354) Eleonora durch das Very Large Telescope (VLT) am 27. November 2018

Mit dem neuen Algorithmus All-Data Asteroid Modeling (ADAM) wurde dann 2017 ein Gestaltmodell erstellt, das alle verfügbaren photometrischen Daten in Verbindung mit hochaufgelösten Infrarot-Aufnahmen des Keck-II-Teleskops auf Hawaiʻi vom Mai 2002 und vom August 2007 (siehe oben) gut reproduziert. Für die Rotationsachse wurde eine eindeutige und verbesserte prograde Position nahe zur Ekliptik und eine Periode von 4,277186 h bestimmt, während für die Größe ein volumenäquivalenter Durchmesser von 169 ± 30 km abgeleitet wurde. Mit dem Weltraumteleskop Transiting Exoplanet Survey Satellite (TESS) konnten während dessen Durchmusterung des Südhimmels 2018 bis 2019 auch Objekte des Sonnensystems beobachtet werden. Dabei wurden auch die Lichtkurven von fast 10.000 Asteroiden aufgezeichnet. Für (354) Eleonora wurde aus Messungen etwa vom 15. bis 22. Dezember 2018 eine Rotationsperiode von 4,27735 h erhalten.
Neue photometrische Beobachtungen von (354) Eleonora erfolgten dann noch einmal vom 30. April bis 27. Mai 2020 mit dem ferngesteuerten Teleskop TRAPPIST-North am Oukaïmeden-Observatorium in Marokko. Aus der Lichtkurve wurde hier eine Rotationsperiode von 4,278 h bestimmt. Zwischen 2012 und 2018 wurden mit der All-Sky Automated Survey for Supernovae (ASAS-SN) auch photometrische Daten von 20.000 Asteroiden aufgezeichnet. Auf mehr als 5000 davon konnte erfolgreich die Methode der konvexen Inversion angewendet werden, darunter auch (354) Eleonora, für die in einer Untersuchung von 2021 ein verbessertes dreidimensionales Gestaltmodell für eine Rotationsachse mit prograder Rotation und einer Periode von 4,27720 h berechnet wurde.
Abschätzungen von Masse und Dichte für (354) Eleonora ergaben bereits in einer Untersuchung von 2012 eine Masse von etwa 7,18·1018 kg und mit einem angenommenen Durchmesser von etwa 154 km eine Dichte von 3,73 g/cm³ bei einer Porosität von 21 %. Die Werte besitzen eine Unsicherheit von ±37 %. Ein umfangreiches Programm der Europäischen Südsternwarte (ESO) zielte darauf ab, die 3D-Form und damit die Dichte von großen Hauptgürtel-Asteroiden zu ermitteln, um ihre Entstehung und Entwicklung besser zu belegen. Es wurden dazu mit dem SPHERE-Instrument am Very Large Telescope (VLT) des Paranal-Observatoriums in Chile hochauflösende Bilder von 42 großen (D > 100 km) Hauptgürtel-Asteroiden aufgenommen, darunter im Jahr 2018 auch (354) Eleonora. Neben hochaufgelösten Bildern des Asteroiden konnten in der finalen Auswertung 2022 unter anderem folgende Daten erfasst werden:
- Mittlerer Durchmesser 165 ± 3 km
- Abmessungen in drei Achsen (191 × 162 × 144) km
- Masse 7,5·1018 kg
- Dichte 3,18 g/cm³
- Albedo 0,17
- Rotationsperiode 4,277185 h
- Position der Rotationsachse mit prograder Rotation